# 科斯捷瓦帕斯季利
48°51′19″N 22°33′2″E / 48.85528°N 22.55056°E
科斯捷瓦帕斯季利（烏克蘭語：Костева Пастіль）是烏克蘭西部的村莊，隸屬外喀爾巴阡州的烏日霍羅德區。該村面積11.82平方公里，海拔高度283米，2001年人口304，人口密度每平方公里25.72人。